# HelenOS
HelenOS je svobodný operační systém českého původu založený na architektuře mikrojádra. Vznikl jako softwarový projekt na Matematicko-fyzikální fakultě Univerzity Karlovy (MFF UK). Běží na architekturách IA-32, AMD64, IA-64, ARM, arm64 (AArch64), MIPS, PowerPC (32bit), SPARC V9 a RISC-V.
Jádro systému implementuje multitasking, virtuální paměť, symetrický multiprocesing a meziprocesovou komunikaci; souborový systém, ovladače zařízení a další služby systému jsou implementovány jako běžné uživatelské procesy.
Studenti MFF UK používají HelenOS jako platformu pro psaní seminárních prací na předmět Operační systémy a také bakalářských a magisterských diplomových prací.
Roku 2011 poprvé pronikl na Google Summer of Code, kterého se pravidelně účastnil do roku 2018.